# A Night at the Opera
„A Night at the Opera“ е четвъртият албум на английската рок група Куийн, издаден на 21 ноември 1975 година. Продуциран е от Куийн и Рой Томас Бейкър за ЕМИ във Великобритания, и Електра в САЩ.
По времето на записите албумът е най-скъпият албум, записван дотогава.
Списание Ролинг Стоун го поставя на 230-о място сред 500-те най-добри албуми на всички времена. В класация на Гинес и New Musical Express албумът заема 19-о място сред 100-те най-добри албума.
Албумът влиза на първо място в класацията на Великобритания и на четвърто в САЩ, което е най-успешното представяне на групата в САЩ дотогава.
A Night at the Opera включва песента Bohemian Rhapsody (Бохемска рапсодия), която заема първите места в чартовете в много страни по цял свят, заемайки първото място във Великобритания девет седмици, въпреки изключителната си дължина за 1975 година от 5:55 минути.

## Списък на песните
Страна А
1. Death on Two Legs (Dedicated to...) – (Меркюри) – 3:43
2. Lazing on a Sunday Afternoon – (Меркюри) – 1:07
3. I’m in Love with My Car – (Тейлър) – 3:05
4. You're My Best Friend – (Дийкън) – 2:52 *
5. ’39 – (Мей) – 3:31
6. Sweet Lady – (Мей) – 4:04
7. Seaside Rendezvous – (Меркюри) – 2:16

Страна Б
1. The Prophet’s Song – (Мей) – 8:21
2. Love of My Life – (Меркюри) – 3:39
3. Good Company – (Мей) – 3:23
4. Bohemian Rhapsody – (Меркюри) – 5:55 *
5. God Save the Queen – (Аранжимент на Мей) – 1:15

Бонус песни, в преиздадената версия на албума от Hollywood Records през 1991 година
- I'm In Love With My Car (ремикс)
- You're My Best Friend (ремикс)

(* Сингли)

## Състав
- Фреди Меркюри: водещи и беквокали, пиано, джангъл пиано
- Брайън Мей: китари, беквокали, пиано
- Роджър Тейлър: барабани, перкусия, беквокали,
- Джон Дийкън: бас